# علم التربية المؤسسي
علم التربية المؤسسي هو ممارسة للتعليم يتمحور حول عاملين: أولًا مدى تعقيد المتعلم، و «اللاوعي» الذي يجلبه هو أو هي إلى القاعة الدراسية. حيث أنّ هذا اللاوعي هو اسم آخر لتنوع العناصر الاجتماعية والاقتصادية والثقافية وغيرها من العناصر غير المعلن عنها، والتي يتفاعل معها المعلم في بيئة مؤسسية؛ ثانيًا دور المؤسسة في عملية التدخل في كلتا العوامل النفسية والاجتماعية وما يعرفهُ الطالب.
ولكن حتى أكثر من ذلك، فإن علم أصول التدريس المؤسسي هو دعوة دائمة للتساؤل عن السياق المؤسسي نفسه، كما تخيلها وصورها مؤسسها فيرناند أوري. وبالتالي، فإن القاعة الدراسية لم تكن أبدًا مكانًا مفترضًا ووضعًا ثابتًا. ومن ثمَّ فإن حركة التدريس المؤسسي تتعارض بشكل مباشر مع الاتجاهات السائدة في التعليم قبل أواخر الستينيات، والتي كانت أغلبها تقريبًا تميل إلى تجانس الاختلافات الاجتماعية والثقافية بين المتعلمين، والعوامل النفسية والاجتماعية في التعلم والأكثر أهمية هو وجود «اللاوعي» في القاعة نفسها.
وهكذا فإنّ استخدام «المؤسسة» في علم أصول التدريس المؤسسي هو أشمل مما هو بمعناه العام. وبالنسبة إلى أوري، فيمكن تعريف المؤسسة على أنها: «الأماكن، واللحظات، وحالة كل منها وفقًا لمستوى أدائه/أدائها، أي وفقًا لإمكانياته، والوظائف (الخدمات، والمشاركات، والمسؤوليات)، والأدوار (رئيس، سكرتير)، اجتماعات متنوعة (قادة الفرق، مستويات مختلفة من الصفوف، إلخ)، والطقوس التي تحافظ على فعاليتها».

## الفهرس
- Oury, Fernand and Aïda Vasquez. Vers une pédagogie institutionnelle, Maspero, 1968.
- بيير فيليكس غوتاري، L'intervention institutionnelle, Payot, 1980.
- René Laffitte, Groupe TFPI, Mémento de Pédagogie Institutionnelle – Faire de la classe un milieu éducatif, Matrice, 1999.
- Jacques Pain, Pédagogie institutionnelle et formation, Micropolis, 1982.
- Jacques Pain, La pédagogie institutionnelle d'intervention, Matrice, 1993.
- Françoise Thébaudin, Fernand Oury, Pedagogie Institutionnelle – Mise en place et pratique des institutions dans la classe, Matrice, 1996.